# Ion Motroc
Ion Motroc, né le 14 février 1937 à Bucarest, est un ancien footballeur et entraîneur roumain. 
Son fils, Florin Motroc, est aussi footballeur professionnel.

## Biographie

### Carrière de joueur
Ion Motroc joue en Roumanie et en Turquie. Il évolue principalement avec les clubs du Dinamo Bucarest et du Rapid Bucarest.
Il joue un total de 264 matchs en première division roumaine, inscrivant un but. Avec le Rapid, il est sacré champion en 1967 ; avec le Dinamo, il remporte la Coupe nationale en 1959.
Au sein des compétitions européennes, il joue avec le Rapid quatre matchs en Coupe d'Europe des clubs champions, et une rencontre en Coupe des villes de foires.
Ion Motroc reçoit deux sélections en équipe de Roumanie, contre la Turquie à Ankara. Il joue son premier match le 14 mai 1961 (victoire 0-1 en amical), et son second le 23 octobre 1965 (défaite 2-1 lors des éliminatoires du mondial 1966).

### Carrière d'entraîneur
Après sa carrière de joueur, il entraîne plusieurs clubs, principalement en Roumanie.

## Palmarès de joueur

### Club

#### Dinamo Bucarest
- Vainqueur de la Coupe de Roumanie en 1959
- Vice-champion de Roumanie en 1959

#### Rapid Bucarest
- Champion de Roumanie en 1967
- Vice-champion de Roumanie en 1964, 1965 et 1966
- Vainqueur de la Coupe des Balkans en 1964 et 1966
- Finaliste de la Coupe de Roumanie en 1961, 1962 et 1968

#### Altay Izmir
- Troisième du Championnat de Turquie en 1970

## Palmarès d'entraîneur

### Club

#### Sportul Studențesc
- Champion de Roumanie de Division 2 en 1972

#### Rapid Bucarest
- Vainqueur de la Coupe de Roumanie en 1975

#### Raja Club Athletic
- Vice-champion du Maroc en 1986